# La Zarza de Pumareda
La Zarza de Pumareda – gmina w Hiszpanii, w prowincji Salamanka, w Kastylii i León, o powierzchni 28,3 km². W 2011 roku gmina liczyła 159 mieszkańców.